# آداچی کاگه‌موری
آداچی کاگه‌موری (به ژاپنی: 安達 景盛 Adachi Kagemori)، مرگ ۱۱ جون ۱۲۴۸ میلادی یک سامورایی از خاندان آداچی بود. وی پس از مرگ میناموتو نو سانه‌تومو به یک راهب تغییر شغل داد اما این مانع از پیوستن وی به خاندان هوجو در جنگ جوکیو در سال ۱۲۲۱ میلادی نشد.
آداچی یاسوموری، هوجو تسونه‌توکی و هوجو توکی‌یوری‌ایه نوادگان وی بودند.

## زندگی
آداچی کاگه‌موری یک فرمانده نظامی از اوایل تا اواسط دوره کاماکورا بود. یکی از ملازمان تأثیرگذار شوگون‌سالاری کاماکورا و پسر ارشد آداچی موریناگا بود.
پدرش، موریناگا، از دوران تبعید میناموتو نو یوری‌تومو از نزدیکان او بود و یک دولتمرد بزرگ بود که در تأسیس شوگون‌سالاری کاماکورا نقش داشت. به نظر می‌رسد که کاگه‌موری با میناموتو نو یوری‌ایه، دومین شوگون که پس از مرگ میناموتو نو یوری‌تومو جانشین او شد، رابطه بدی داشت.
از ژوئیه تا اوت سال اول دوران شوجی (۱۱۹۹)، شش ماه پس از به قدرت رسیدن یوری‌ایه، ناکانو یوشیناری، وادا توموموری، هیکی سابورو، اوگاساوارا ناگاتسونه و دیگران، به دستور یوری‌ایه، معشوقه آداچی کاگه‌موری را در زمانی که او دور بود، دزدیدند اما بیوه یوریتومو، هوجو ماساکو، او نجات می‌دهد.
این واقعه در آزوما کاگامی، مجموعه‌ای که بعداً توسط خاندان هوجو از شوگون‌سالاری کاماکورا جمع‌آوری شده است، ذکر شده است که استبداد یوری‌ایه را برجسته می‌کند، برخی گمان می‌کنند که این داستان یک تخیل است تا واقعیت.
.